# 5e cérémonie des Chlotrudis Awards
La 5e cérémonie des Chlotrudis Awards, décernés par la Chlotrudis Society for Independent Film, a eu lieu en mars 1999, et a récompensé les meilleurs films indépendants de l'année précédente.

## Palmarès

### Meilleur film
- Ni dieux ni démons (Gods and Monsters) – Réal. : Bill Condon
  - Elizabeth – Réal. : Shekhar Kapur
  - Happiness – Réal. : Todd Solondz
  - High Art – Réal. : Lisa Cholodenko
  - La vie est belle (La vita è bella) – Réal. : Roberto Benigni
  - Sexe et autres complications (The Opposite of Sex) – Réal. : Don Roos

### Meilleur réalisateur
- Roberto Benigni pour La vie est belle (La vita è bella)
  - Darren Aronofsky pour Pi
  - Lisa Cholodenko pour High Art
  - Bill Condon pour Ni dieux ni démons (Gods and Monsters)
  - John Madden pour Shakespeare in Love
  - Todd Solondz pour Happiness

### Meilleur acteur
- Ian McKellen pour le rôle de James Whale dans Ni dieux ni démons (Gods and Monsters)
  - Evan Adams pour le rôle de Thomas Builds-the-Fire dans Smoke Signals
  - Roberto Benigni pour le rôle de Guido Orefice dans La vie est belle (La vita è bella)
  - Danny DeVito pour le rôle de Pat Francato dans D'une vie à l'autre (Living Out Loud)
  - Stephen Fry pour le rôle d'Oscar Wilde dans Oscar Wilde (Wilde)
  - Nick Nolte pour le rôle de Wade Whitehouse dans Affliction
  - Edward Norton pour le rôle de Derek Vinyard dans American History X

### Meilleure actrice
- Cate Blanchett pour le rôle de la reine Élisabeth Ire d'Angleterre dans Elizabeth
  - Drew Barrymore pour le rôle de Danielle de Barbarac dans À tout jamais (Ever After: A Cinderella Story) et pour le rôle de Julia Sullivan dans Wedding Singer (The Wedding Singer)
  - Fernanda Montenegro pour le rôle de Dora dans Central do Brasil
  - Christina Ricci pour le rôle de Dede Truitt dans Sexe et autres complications (The Opposite of Sex) et pour le rôle de Layla dans Buffalo '66
  - Ally Sheedy pour le rôle de Lucy Berliner dans High Art
  - Emily Watson pour le rôle de Jacqueline du Pré dans Hilary et Jackie (Hilary and Jackie)

### Meilleur acteur dans un second rôle
- Billy Bob Thornton pour le rôle de Jacob Mitchell dans Un plan simple (A Simple Plan)
  - Brendan Fraser pour le rôle de Clayton Boone dans Ni dieux ni démons (Gods and Monsters)
  - Philip Seymour Hoffman pour le rôle d'Allen dans Happiness et pour le rôle de Sean dans Et plus si affinités (Next Stop Wonderland)
  - David Kelly pour le rôle de Michael O'Sullivan dans Vieilles Canailles (Waking Ned)
  - Geoffrey Rush pour le rôle de Francis Walsingham dans Elizabeth et pour le rôle de Philip Henslowe dans Shakespeare in Love
  - Troy Veinotte pour le rôle de Sweet William (adolescent) dans The Hanging Garden

### Meilleure actrice dans un second rôle
- Lisa Kudrow pour le rôle de Lucia DeLury dans Sexe et autres complications (The Opposite of Sex)
  - Joan Allen pour le rôle de Betty Parker dans Pleasantville
  - Kathy Bates pour le rôle de Libby Holden dans Primary Colors
  - Patricia Clarkson pour le rôle de Greta dans High Art
  - Judi Dench pour le rôle de la reine Élisabeth Ire d'Angleterre dans Shakespeare in Love
  - Lynn Redgrave pour le rôle de Hanna dans Ni dieux ni démons (Gods and Monsters)

### Meilleur scénario
- Happiness – Todd Solondz
  - La vie est belle (La vita è bella) – Vincenzo Cerami et Roberto Benigni
  - Sexe et autres complications (The Opposite of Sex) – Don Roos
  - Shakespeare in Love – Marc Norman et Tom Stoppard
  - La Prisonnière espagnole (The Spanish Prisoner) – David Mamet
  - The Truman Show – Andrew Niccol

### Meilleure photographie
- Pi – Matthew Libatique
  - Babe 2, le cochon dans la ville (Babe: Pig in the City) – Andrew Lesnie
  - Elizabeth – Remi Adefarasin
  - The Hanging Garden – Daniel Jobin
  - Pleasantville – John Lindley
  - Il faut sauver le soldat Ryan (Saving Private Ryan) – Janusz Kamiński
  - La Ligne rouge (The Thin Red Line) – John Toll

### Chloe Award
- 'Anjelica Huston

### Gertrudis Award
- 'Philip Seymour Hoffman

### Taskforce Award
- 'John Sayles